# 外様衆
外様衆（とざましゅう、とざましゅ）は、室町幕府における守護大名の家格。
室町時代中期以降、足利将軍家の一門や元来家臣でなかった家柄の大名がこう呼ばれた。相伴衆と並んで将軍に直属し、その軍事力の一端を担った。

## 参考資料
- 田中誠「室町幕府奉行人在職考証稿（3）―文和2年（1353）～貞治6年（1367）―付氏族研究（治部氏）」『立命館文學』第663巻、立命館大学人文学会、2019年8月、248-216頁。

| サブスタブ | この項目は、まだ閲覧者の調べものの参照としては役立たない、書きかけの項目です。この項目を加筆・訂正などしてくださる協力者を求めています。このテンプレートは分野別のサブスタブテンプレートやスタブテンプレート（Wikipedia:分野別のスタブテンプレート参照）に変更することが望まれています。 |